# Jan Václav Pohl
Jan Václav Pohl (1720 asi Hradec Králové – 23. června 1790 Vídeň) byl nejvýznamnější gramatik pozdního baroka a počínajícího obrození. Nejpozději od roku 1746 vyučoval češtinu na vídeňském Theresianu, od roku 1755 pak na Šlechtické vojenské akademii. Češtinu učil také budoucího císaře Josefa II.

## Život a dílo
Jeho nejvýznamnějším dílem, které pro tyto potřeby vzniklo a které čerpá také z barokních gramatik předchůdců (Václav Jan Rosa Čechořečnost, 1672, Jiří Konstanc, Brus jazyka českého, 1667, Václav Jandyt, Grammatica Linguae Boemicae, 1704, 1705, 1715, 1732, 1739, 1753) byla mluvnice Grammatica linguae Bohemicae oder die Böhmische Sprachkunst, poprvé vydaná r. 1756 (další 1773, 1776, 1783). Ke třetímu vydání byl připojen slavný puristický slovník. Pohlova díla měla ve své době vysokou společenskou prestiž, dokonce úředně stvrzenou patentem (1773). V roce 1786 v díle Pravopisnost řeči čechské navrhl ortografickou reformu.
V pozdější době Pohl vešel ve známost především jako tzv. brusič (purista). Ačkoliv je toto označení zasloužené a Pohlovy novotvary jsou většinou značně neústrojné, je nutno mít na paměti, že jazykový purismus měl v českém prostředí (a evropském obecně) dlouhou tradici, počínající nejpozději u Husa (Výklad desatera, 1412).
Jan Václav Pohl se s nástupem osvícenské jazykovědy stal terčem ostré kritiky především Josefa Dobrovského. Jako v mnoha jiných případech, další pokolení přebírala paušálně Dobrovského hodnocení, aniž by považovala za nutné Pohlovo dílo zevrubněji zkoumat a hodnotit je z odlišných úhlů pohledu, za změněných společenských podmínek. Některé Pohlovy pravopisné reformy přitom byly dnešnímu úzu bližší než Dobrovského návrhy. Pokud jde o puristicky motivované výrazy a neologizmy obecně, je nutno mít na paměti, že tvoří nezanedbatelnou část novočeské slovní zásoby. Dvě věci však způsobují, že nám dnes nepřijdou zvláštní: a) tato slova byla vytvořena ústrojně na základě v češtině produktivních slovotvorných pravidel, jež formuloval právě Dobrovský b) byla již dávno přijata jazykovým společenstvem za normu.